# NGC 4763
NGC 4763 est une galaxie lenticulaire vue par la tranche et située dans la constellation du Corbeau. Sa vitesse par rapport au fond diffus cosmologique est de 4 375 ± 25 km/s, ce qui correspond à une distance de Hubble de 64,5 ± 4,53 Mpc (∼210 millions d'al). NGC 4763 a été découverte par l'astronome germano-britannique William Herschel en 1785.
La classe de luminosité de NGC 4763 est I et elle présente une large raie HI.
À ce jour, trois mesures non basées sur le décalage vers le rouge (redshift) donnent une distance de 52,767 ± 0,289 Mpc (∼172 millions d'al), ce qui est à l'extérieur des valeurs de la distance de Hubble. Notons cependant que c'est avec la valeur moyenne des mesures indépendantes, lorsqu'elles existent, que la base de données NASA/IPAC calcule le diamètre d'une galaxie et qu'en conséquence le diamètre de NGC 4763 pourrait être d'environ 28,4 kpc (∼92 600 al) si on utilisait la distance de Hubble pour le calculer.